# Football Club Flora 2024
Questa voce raccoglie le informazioni riguardanti il Football Club Flora Tallinn nelle competizioni ufficiali della stagione 2024.

## Stagione
- In campionato il Flora Tallinn termina al quarto posto (70 punti), dietro a Levadia Tallinn (87), Kalju Nõmme e Paide (72) e davanti a Tammeka Tartu E Trans Narva (42).
- In coppa nazionale viene eliminato ai quarti di finale dal Levadia Tallinn (2-1).
- In supercoppa nazionale batte il Trans Narva (2-2 e poi 5-3 ai rigori) e vince per la 12ª volta l'Eesti Superkarikas.
- In Champions League viene eliminato al primo turno dagli sloveni del Celje (1-7 complessivo).
- In Conference League supera il secondo turno battendo i sammarinesi della Virtus (5-2 complessivo), poi viene eliminato al terzo turno dagli islandesi del Víkingur (2-3 complessivo).

## Maglie e sponsor
La divisa casalinga era composta da una maglia verde con rifiniture verde chiaro sulle maniche, pantaloncini bianchi e calzettoni verdi. Quella da trasferta era invece composta da una maglia bianca con rifiniture grigie sulle maniche, pantaloncini bianchi e calzettoni bianchi.
| Casa | Trasferta |

## Rosa
| N. |                    | Ruolo | Calciatore              |
| -- | ------------------ | ----- | ----------------------- |
| 1  | Estonia (bandiera) | P     | Silver Rebane           |
| 3  | Estonia (bandiera) | D     | Marko Lipp              |
| 3  | Estonia (bandiera) | D     | Andreas Vaher           |
| 4  | Estonia (bandiera) | D     | Marco Lukka             |
| 5  | Estonia (bandiera) | C     | Vladislav Kreida        |
| 6  | Estonia (bandiera) | D     | Robert Veering          |
| 8  | Estonia (bandiera) | C     | Danil Kuraksin          |
| 9  | Estonia (bandiera) | A     | Rauno Alliku (capitano) |
| 11 | Estonia (bandiera) | A     | Rauno Sappinen          |
| 13 | Estonia (bandiera) | C     | Nikita Mihhailov        |
| 14 | Estonia (bandiera) | C     | Konstantin Vassiljev    |
| 15 | Estonia (bandiera) | C     | Oliver Cekredzi         |
| 16 | Estonia (bandiera) | D     | Erko Tougjas            |
| 20 | Estonia (bandiera) | A     | Sergei Zenjov           |
| 21 | Estonia (bandiera) | A     | Tristan Pajo            |

| N. |                    | Ruolo | Calciatore         |
| -- | ------------------ | ----- | ------------------ |
| 22 | Estonia (bandiera) | A     | Mark Anders Lepik  |
| 23 | Estonia (bandiera) | D     | Mihhail Kolobov    |
| 26 | Estonia (bandiera) | C     | Kristo Hussar      |
| 28 | Estonia (bandiera) | C     | Markus Soomets     |
| 30 | Estonia (bandiera) | A     | Tristan Pajo       |
| 33 | Estonia (bandiera) | P     | Evert Grünvald     |
| 43 | Estonia (bandiera) | D     | Markkus Seppik     |
| 52 | Estonia (bandiera) | A     | Gregor Rõivassepp  |
| 57 | Estonia (bandiera) | A     | Toni Varjund       |
| 69 | Estonia (bandiera) | D     | Stevin Kerge       |
| 77 | Estonia (bandiera) | P     | Kristen Lapa       |
| 80 | Estonia (bandiera) | C     | Roland Lukas       |
| 89 | Estonia (bandiera) | C     | Maksim Kalimullin  |
| 93 | Estonia (bandiera) | C     | Sten Patrick Prunn |